# Eccellenza Trentino-Alto Adige 2016-2017
Il campionato italiano di calcio di Eccellenza regionale 2016-2017 è il ventiseiesimo organizzato in Italia. Rappresenta il quinto livello del calcio italiano.

## Squadre partecipanti
| Club                | Città                                | Stadio                                          | Allenatore                                               |
| ------------------- | ------------------------------------ | ----------------------------------------------- | -------------------------------------------------------- |
| Ahrntal             | San Giovanni di Valle Aurina (BZ)    | Campo sintetico di San Giovanni di Valle Aurina | Alex Brugger(1^-30^)                                     |
| Alense              | Ala (TN)                             | Campo sportivo di Ala                           | Mauro Bandera(1^-8^)--> Simone Vicentini(9^-30^)         |
| U.S.D. Arco 1895    | Arco (TN)                            | Stadio Comunale di Arco                         | Renzo Scremin(1^-30^)                                    |
| Bozner              | Bolzano                              | Campo sportivo Talvera                          | Flavio Toccoli(1^-30^)                                   |
| Brixen              | Bressanone (BZ)                      | Campo jugendhort - Klaus Seebacher              | Alfredo Sebastiani(1^-30^)                               |
| Calciochiese        | Storo (TN)                           | Campo sportivo ai Grilli                        | Sergio Pellizzari(1^-16^)--> Fabio Berardi(17^-30^)      |
| Comano Terme Fiavè  | Comano Terme (TN)                    | Campo sportivo di Ponte Arche                   | Luca Celia(1^-30^)                                       |
| Eppan               | Appiano (BZ)                         | Centro sportivo Maso Ronco                      | Massimo Nanni(1^-30^)                                    |
| Lavis               | Lavis (TN)                           | Campo sintetico di Lavis                        | Massimiliano Ceraso(1^-30^)                              |
| Maia Alta Obermais  | Maia Alta di Merano (BZ)             | Stadio Comunale di Merano                       | Martin Klotzner(1^-30^)                                  |
| Naturns             | Naturno (BZ)                         | Campo sportivo A di Naturno                     | Roberto Cortese(1^-27^)--> Engelbert Grünfelder(28^-30^) |
| Weinstraße Süd      | Cortaccia sulla Strada del Vino (BZ) | Stadio Comunale di Cortaccia                    | Fabio Ianeselli(1^-30^)                                  |
| Sankt Georgen       | San Giorgio di Brunico (BZ)          | Campo sportivo scolastico di San Giorgio        | Patrizio Morini(1^-30^)                                  |
| St. Martin Passeier | San Martino in Passiria (BZ)         | Campo sportivo di San Martino                   | Martin Saltuari(1^-30^)                                  |
| Termeno Tramin      | Termeno (BZ)                         | Zona sportiva Termeno                           | Hugo Pomella(1^-30^)                                     |
| Trento              | Trento                               | Stadio Briamasco                                | Stefano Manfioletti(1^-30^)                              |

### Classifica finale
|  | Pos. | Squadra             | Pt | G  | V  | N  | P  | GF | GS | DR  |
|  | ---- | ------------------- | -- | -- | -- | -- | -- | -- | -- | --- |
|  | 1.   | Trento              | 80 | 30 | 26 | 2  | 2  | 92 | 25 | +67 |
|  | 2.   | Bozner              | 66 | 30 | 20 | 6  | 4  | 58 | 34 | +24 |
|  | 3.   | Maia Alta Obermais  | 62 | 30 | 18 | 8  | 4  | 66 | 32 | +34 |
|  | 4.   | Sankt Georgen       | 52 | 30 | 14 | 10 | 6  | 46 | 36 | +10 |
|  | 5.   | Termeno Tramin      | 49 | 30 | 13 | 10 | 7  | 53 | 34 | +19 |
|  | 6.   | Comano Terme Fiavè  | 44 | 30 | 12 | 8  | 10 | 40 | 37 | +3  |
|  | 7.   | Naturns             | 34 | 30 | 9  | 7  | 14 | 44 | 54 | -10 |
|  | 8.   | St. Martin Passeier | 34 | 30 | 10 | 4  | 16 | 47 | 68 | -21 |
|  | 9.   | Brixen              | 34 | 30 | 8  | 10 | 12 | 39 | 41 | -2  |
|  | 10.  | Lavis               | 33 | 30 | 9  | 6  | 15 | 31 | 49 | -18 |
|  | 11.  | Calciochiese        | 32 | 30 | 8  | 8  | 14 | 29 | 43 | -14 |
|  | 12.  | Ahrntal             | 31 | 30 | 7  | 10 | 13 | 24 | 44 | -20 |
|  | 13.  | Arco                | 30 | 30 | 7  | 9  | 14 | 35 | 43 | -8  |
|  | 14.  | Eppan               | 29 | 30 | 7  | 8  | 15 | 27 | 45 | -18 |
|  | 14.  | Weinstraße Süd      | 29 | 30 | 7  | 8  | 15 | 38 | 54 | -16 |
|  | 16.  | Alense              | 20 | 30 | 4  | 8  | 18 | 26 | 56 | -30 |

Legenda

      Promozione in Serie D 2017-2018.
      Ammissione ai play-off nazionali.
      Retrocessione in Promozione Trentino-Alto Adige 2017-2018.
Note:

Tre punti a vittoria, uno a pareggio, zero a sconfitta.

## Risultati

### Tabellone
|                       | Ahr  | Ale  | Arc  | Boz  | Bri  | Cal  | Com  | Epp  | Lav  | Mai  | Nat  | SGe  | SMa  | Ter  | Tre  | Wei    |
| --------------------- | ---- | ---- | ---- | ---- | ---- | ---- | ---- | ---- | ---- | ---- | ---- | ---- | ---- | ---- | ---- | ------ |
| Ahrntal               | –––– | 0-0  | 2-1  | 0-2  | 1-1  | 0-1  | 0-0  | 0-2  | 0-1  | 1-0  | 3-1  | 2-2  | 2-0  | 0-2  | 1-1  | 1-1    |
| Alense                | 1-1  | –––– | 0-2  | 0-2  | 2-0  | 0-2  | 1-1  | 1-2  | 3-0  | 0-3  | 1-0  | 0-1  | 2-3  | 0-0  | 2-1  | 1-5    |
| Arco                  | 2-0  | 4-2  | –––– | 2-4  | 3-0  | 0-1  | 0-1  | 0-0  | 1-1  | 1-2  | 0-3  | 1-1  | 2-0  | 1-3  | 0-3  | 2-1    |
| Bozner                | 0-0  | 1-0  | 1-0  | –––– | 3-2  | 4-1  | 4-1  | 1-1  | 3-1  | 2-2  | 1-0  | 2-2  | 1-2  | 2-1  | 1-5  | 2-1    |
| Brixen                | 6-0  | 4-0  | 1-1  | 0-0  | –––– | 5-0  | 0-4  | 2-0  | 0-1  | 0-2  | 0-0  | 0-2  | 2-3  | 0-0  | 1-1  | 5-2    |
| Calciochiese          | 0-1  | 4-0  | 1-1  | 1-3  | 1-2  | –––– | 1-0  | 3-0  | 0-0  | 1-1  | 1-0  | 0-1  | 0-5  | 1-2  | 1-3  | 0-0    |
| Comano Terme Fiavè    | 2-1  | 3-0  | 1-0  | 0-1  | 3-0  | 0-0  | –––– | 3-1  | 0-0  | 1-2  | 3-2  | 0-0  | 6-1  | 3-5  | 1-5  | 0-0    |
| Eppan                 | 1-1  | 3-1  | 1-1  | 0-1  | 0-1  | 0-0  | 1-2  | –––– | 0-0  | 2-2  | 2-1  | 0-2  | 1-4  | 1-3  | 2-4  | 0-0    |
| Lavis                 | 1-0  | 1-0  | 1-0  | 0-2  | 0-4  | 1-3  | 1-1  | 0-1  | –––– | 3-3  | 2-3  | 1-0  | 4-2  | 0-3  | 0-1  | 1-2    |
| Maia Alta Obermais    | 3-1  | 1-1  | 1-1  | 3-1  | 1-0  | 3-0  | 0-1  | 2-0  | 3-2  | –––– | 3-0  | 3-2  | 1-2  | 3-0  | 3-0  | 1-0    |
| Naturns               | 1-2  | 4-3  | 1-1  | 1-2  | 0-0  | 2-1  | 2-0  | 3-1  | 5-1  | 0-5  | –––– | 2-3  | 3-1  | 2-2  | 0-3  | 1-0    |
| Sankt Georgen         | 3-0  | 0-0  | 1-2  | 2-4  | 0-0  | 0-0  | 2-2  | 1-0  | 2-0  | 2-2  | 2-1  | –––– | 3-1  | 2-1  | 1-4  | 5-1    |
| Sankt Martin Passeier | 0-1  | 2-2  | 4-3  | 1-4  | 1-1  | 2-1  | 1-0  | 0-2  | 0-2  | 3-6  | 1-1  | 1-2  | –––– | 2-1  | 1-3  | 2-2    |
| Termeno Tramin        | 3-0  | 2-2  | 2-1  | 0-0  | 1-1  | 1-1  | 1-0  | 2-0  | 4-3  | 2-2  | 2-2  | 0-0  | 4-1  | –––– | 1-2  | 5-0    |
| Trento                | 4-1  | 3-1  | 3-1  | 3-1  | 7-0  | 3-1  | 5-0  | 3-1  | 2-1  | 3-0  | 5-0  | 5-0  | 3-1  | 1-0  | –––– | 4-1    |
| Weinstraße Süd        | 2-2  | 1-0  | 1-1  | 2-3  | 2-1  | 3-2  | 0-1  | 1-2  | 1-2  | 0-3  | 3-3  | 1-2  | 3-0  | 1-0  | 1-2  | ––––\| |

## Verdetti finali
- Trento promosso in Serie D 2017-2018
- Bozner ai play-off nazionali
- Eppan, Weinstraße Süd e Alense retrocessi in Promozione Trentino-Alto Adige 2017-2018